# Chow-Test
Der Chow-Test ist ein statistischer Test, mit dem sich die Koeffizienten zweier linearer Regressionen auf Gleichheit testen lassen. Der Test ist nach seinem Erfinder, dem Ökonomen Gregory Chow, benannt.

## Anwendungsgebiete
Der Chow-Test wird in der Ökonometrie verwendet, um Zeitreihen auf Strukturbrüche zu testen. Ein weiteres Anwendungsgebiet ist die Programmevaluation, hierbei werden zwei unterschiedliche Teilgruppen (Programme), wie zum Beispiel zwei Schultypen, miteinander verglichen. Im Gegensatz zur Zeitreihenanalyse lassen sich hier die beiden Teilgruppen keinen aufeinander folgenden Intervallen zuordnen, stattdessen erfolgt die Einteilung nach einem qualitativen Aspekt, wie zum Beispiel dem Schultyp.
| Strukturbruch | Programmevaluation |
| --- | --- |
| | |
| Bei {\displaystyle x=1{,}7} liegt ein Strukturbruch vor, Regressionen auf den Teilintervallen {\displaystyle [0;1,7]} und {\displaystyle [1,7;4]} liefern eine bessere Modellierung als die Regression über dem Gesamtinterval (gestrichelt) | Vergleich zweier Programme (rot, grün) im selben Datensatz, separate Regressionen auf den zu einem Programm gehörigen Daten liefern eine bessere Modellierung als die Regression über den gesamten Datensatz (schwarz) |

## Vorgehen
Gegeben ist ein Datensatz {\displaystyle (Y_{i},X_{i})} mit {\displaystyle X_{i}=(x_{i1},\ldots ,x_{ik})} für {\displaystyle i=1\ldots N}, dessen Beziehung durch eine lineare Funktion mit einem normalverteilten Fehler ({\displaystyle \epsilon }) mit Erwartungswert 0 ({\displaystyle E(\epsilon )=0}) beschrieben wird (multiple Regressionsanalyse), d. h. man hat
{\displaystyle Y_{i}=c_{0}+c_{1}x_{i1}+c_{2}x_{i2}+\ldots +c_{k}x_{ik}+\epsilon _{i}} für {\displaystyle i=1\ldots N}.
Man vermutet jedoch, dass sich der Datensatz in zwei Gruppen der Größen {\displaystyle N_{a}} und {\displaystyle N_{b}} aufteilen lässt, die durch zwei unterschiedliche lineare Funktionen besser beschrieben werden. 
{\displaystyle Y_{i}=a_{0}+a_{1}x_{i1}+a_{2}x_{i2}+\ldots +a_{k}x_{ik}+\epsilon _{i}} für {\displaystyle i=1\ldots N_{a}}
{\displaystyle Y_{i}=b_{0}+b_{1}x_{i1}+b_{2}x_{i2}+\ldots +b_{k}x_{ik}+\epsilon _{i}} für {\displaystyle i=N_{a}+1\ldots N_{a}+N_{b}}
Hierbei ist {\displaystyle N=N_{a}+N_{b}} und es wird die Hypothese {\displaystyle H_{0}\colon (a_{0},a_{1},\ldots ,a_{k})=(b_{0},b_{1},\ldots ,b_{k})} gegen {\displaystyle H_{1}\colon (a_{0},a_{1},\ldots ,a_{k})\neq (b_{0},b_{1},\ldots ,b_{k})} getestet. Bezeichnet man die Summe der quadrierten Residuen der Regression über den gesamten Datensatz mit {\displaystyle S} und über die beiden Teilgruppen mit {\displaystyle S_{a}} und {\displaystyle S_{b}}, dann folgt die unten definierte Testgröße {\displaystyle T} einer F-Verteilung mit den Freiheitsgraden {\displaystyle k+1} und {\displaystyle N_{a}+N_{b}-2(k+1)}.
{\displaystyle T:={\frac {(S-(S_{a}+S_{b}))/(k+1)}{(S_{a}+S_{b})/(N_{a}+N_{b}-2(k+1))}}}

## Beispiel
Gegeben ist der folgende Datensatz, dessen Beziehung durch die lineare Funktion {\displaystyle Y=c_{0}+c_{1}X} modelliert werden soll:
| {\displaystyle X_{i}} | 0,5    | 1,0   | 1,5   | 2,0   | 2,5   | 3,0   | 3,5   | 4,0   | 4,5   | 5,0   | 5,5   | 6,0   |
| {\displaystyle Y_{i}} | −0,043 | 0,435 | 0,149 | 0,252 | 0,571 | 0,555 | 0,678 | 3,119 | 2,715 | 3,671 | 3,928 | 3,962 |

Der Datenplot legt einen Strukturbruch bei nahe.

Ein Datenplot lässt vermuten, dass bei {\displaystyle x=4} ein Strukturbruch vorliegt, daher teilt man den Datensatz in 2 Intervalle {\displaystyle [0{,}5;3{,}5]} und {\displaystyle [4{,}0;6{,}0]} ein und führt über diesen, zusätzlich zur Regression über den gesamten Datensatz, getrennte Regressionen durch. Dann testet man, ob die beiden Teilregressionen dieselbe lineare Funktion erzeugen, also {\displaystyle H_{0}\colon (a_{0},a_{1})=(b_{0},b_{1})} gegen {\displaystyle H_{1}\colon (a_{0},a_{1})\neq (b_{0},b_{1})}
Regression auf dem gesamten Datensatz:

Datenplot mit Regressionsgeraden

| {\displaystyle {\overline {x}}={\frac {1}{12}}\sum _{i=1}^{12}X_{i}=3{,}2500}                   | {\displaystyle {\overline {y}}={\frac {1}{12}}\sum _{i=1}^{12}Y_{i}=1{,}6660} |
| {\displaystyle S_{xx}=\sum _{i=1}^{12}(X_{i}-{\overline {x}})^{2}=35{,}7500}                    | {\displaystyle S_{yy}=\sum _{i=1}^{12}(Y_{i}-{\overline {y}})^{2}=29{,}7661}  |
| {\displaystyle S_{xy}=\sum _{i=1}^{12}(X_{i}-{\overline {x}})(Y_{i}-{\overline {y}})=30{,}0570} | {\displaystyle S=S_{yy}-{\frac {S_{xy}^{2}}{S_{xx}}}=4{,}4955}                |

Regression auf {\displaystyle [0{,}5,3{,}5]}
| {\displaystyle {\overline {x}}={\frac {1}{7}}\sum _{i=1}^{7}X_{i}=2{,}0000}                   | {\displaystyle {\overline {y}}={\frac {1}{7}}\sum _{i=1}^{7}Y_{i}=0{,}3710} |
| {\displaystyle S_{xx}=\sum _{i=1}^{7}(X_{i}-{\overline {x}})^{2}=7{,}0000}                    | {\displaystyle S_{yy}=\sum _{i=1}^{7}(Y_{i}-{\overline {y}})^{2}=0{,}4070}  |
| {\displaystyle S_{xy}=\sum _{i=1}^{7}(X_{i}-{\overline {x}})(Y_{i}-{\overline {y}})=1{,}4125} | {\displaystyle S_{a}=S_{yy}-{\frac {S_{xy}^{2}}{S_{xx}}}=0{,}1220}          |

Regression auf {\displaystyle [4{,}0,6{,}0]}
| {\displaystyle {\overline {x}}={\frac {1}{5}}\sum _{i=1}^{5}X_{i}=5{,}0000}                   | {\displaystyle {\overline {y}}={\frac {1}{5}}\sum _{i=1}^{5}Y_{i}=3{,}4790} |
| {\displaystyle S_{xx}=\sum _{i=1}^{5}(X_{i}-{\overline {x}})^{2}=2{,}5000}                    | {\displaystyle S_{yy}=\sum _{i=1}^{5}(Y_{i}-{\overline {y}})^{2}=1{,}1851}  |
| {\displaystyle S_{xy}=\sum _{i=1}^{5}(X_{i}-{\overline {x}})(Y_{i}-{\overline {y}})=1{,}4495} | {\displaystyle S_{b}=S_{yy}-{\frac {S_{xy}^{2}}{S_{xx}}}=0{,}3446}          |

Berechnung der Testgröße:
{\displaystyle T:={\frac {(S-(S_{a}+S_{b}))/(k+1)}{(S_{a}+S_{b})/(N_{a}+N_{b}-2(k+1))}}=34{,}5345}
Wegen {\displaystyle F_{2;8;0,95}=4{,}459\,}  (Signifikanzniveau {\displaystyle \alpha =0{,}05\,}) gilt  {\displaystyle T\geq F_{2;8;0,95}}. Somit kann die Nullhypothese {\displaystyle H_{0}\,} verworfen werden. Das heißt, die beiden Regressionsgeraden auf den Teilintervallen sind nicht identisch. Es liegt also ein Strukturbruch vor und die Teilregressionen liefern eine bessere Modellierung als die Regression über den gesamten Datensatz.